# Simulium yepocapense
Simulium yepocapense es una especie de insecto del género Simulium, familia Simuliidae, orden Diptera.

## Distribución
Se distribuye por Guatemala.

## Taxonomía
Fue descrita científicamente por Dalmat, 1949.